# Tỉnh ủy Thái Bình
Tỉnh ủy Thái Bình hay còn được gọi Ban chấp hành Đảng bộ tỉnh Thái Bình, hay Đảng ủy tỉnh Thái Bình. Là cơ quan lãnh đạo cao nhất của Đảng bộ tỉnh Thái Bình giữa hai kỳ đại hội đại biểu Đảng bộ tỉnh.
Đứng đầu Tỉnh ủy là Bí thư Tỉnh ủy và thường là ủy viên Ban Chấp hành Trung ương Đảng. Bí thư Tỉnh ủy Thái Bình hiện nay là Nguyễn Khắc Thận.

## Lịch sử
Tỉnh ủy Thái Bình là tỉnh ủy được thành lập gần như sớm nhất trong các đảng bộ tỉnh khác. Và là một trong số ít các tỉnh không bị chia cắt hay sáp nhập trong thời kỳ chiến tranh hay thống nhất sau này.
Tiền thân của Đảng bộ Đảng Cộng sản Việt Nam Thái Bình là Đảng bộ Đông Dương Cộng sản Đảng Thái Bình. Vào giữa năm 1925, nhiều thanh niên cách mạng tỉnh Thái Bình được Hội Việt Nam Cách mạng Thanh niên đào tạo tại Quảng Châu (Trung Quốc). Đầu năm 1927, số thanh niên đó về nước thành lập Hội Việt Nam Cách mạng Thanh niên ở Thị xã Thái Bình, làng Trình Phố, làng Kiến Xương. Dựa vào sự phát triển của tổ chức cũng như các phong trào lãnh đạo tại địa phương, Xứ bộ Thanh niên Bắc Kỳ quyết định thành lập Ban Tỉnh bộ Thanh niên Thái Bình. Tháng 3/1928 Hội nghị Đại biểu Thanh niên toàn tỉnh được tổ chức và đã bầu ra Ban Tỉnh bộ Thanh niên tỉnh do Nguyễn Văn Năng làm Bí thư.
Đầu năm 1929, trong nội bộ Hội Việt Nam Cách mạng Thanh niên có sự phân hóa rõ rệt, đồng thời trong các ủy viên Xứ bộ Thanh niên Bắc Kỳ có tư tưởng muốn thành lập Đảng bộ cộng sản. Cuối tháng 6/1929 Hội nghị Ban Tỉnh bộ Thanh niên tỉnh được triệu tập, tại Hội nghị Ban Tỉnh bộ Thanh niên tỉnh quyết định thành lập Đảng bộ Đông Dương Cộng sản Đảng Thái Bình. Ban Tỉnh bộ Thanh niên được đổi thành Ban Tỉnh uỷ Đông Dương Cộng sản Đảng Thái Bình.
Sau khi Đảng Cộng sản Việt Nam ra đời, Đảng bộ Đông Dương Cộng sản Đảng Thái Bình đổi tên thành Đảng bộ Đảng Cộng sản Việt Nam Thái Bình. Các phong trào cách mạng sau khi thành lập Đảng bộ mới phát triển mau lẹ, rộng khắp. Trong thời gian từ 1932-1935, chính quyền Pháp tại Đông Dương tích cực thẳng tay đàn áp các phong trào yêu nước, giữa năm 1933 các ủy viên Ban Tỉnh ủy bị bắt gần hết, Ban Tỉnh ủy tuyên bố giải tán, các chi bộ vẫn tiếp tục hoạt động.
Sau khi tại chính trường Pháp thay đổi, Mặt trận Bình dân Pháp thắng cử. Nhận thấy tình hình có lợi cho cách mạng. Giữa năm 1937 Hội nghị liên tịch Đảng bộ Thái Bình được tổ chức, tại Hội nghị các đại biểu tham dự đã bầu ra Ban Chấp hành Đảng bộ tỉnh Thái Bình.
Thế chiến thứ 2 bùng nổ, trong tình hình mới Xứ ủy Bắc kỳ quyết định cho Đảng bộ Thái Bình tổ chức Đại hội Đại biểu Đảng bộ tỉnh. Đại hội Đại biểu Đảng bộ tỉnh được tổ chức từ ngày 21-23/12/1940, Đại hội đã bầu ra Tỉnh ủy mới với nhiệm vụ cách mạng mới. Trong giai đoạn 1940-1945 Tỉnh ủy nhiều lần bị giải tán rồi lại tiếp tục tái lập lãnh đạo phong trào cách mạng địa phương. Sau cách mạng tháng 8 và trước khi Pháp tấn công Thái Bình (2/1950), tỉnh ủy vừa tích cực ổn định phát triển địa phương vừa chuẩn bị lực lượng vũ trang chống quân đội Pháp tấn công.
Trong thời gian 1950-1953, Thái Bình là căn cứ phòng thủ của Pháp tại Đồng bằng sông Hồng, lực lượng vũ trang Việt Nam đã nhiều lần tấn công và giải phòng phần lớn tỉnh.
Sau khi hiệp định Giơnevơ được ký kết, quân và dân Thái Bình dưới sự chỉ đạo của tỉnh ủy đã tấn công giải phòng toàn tỉnh trước khi quân đội Pháp rút khỏi tỉnh.

## Tổ chức
- Thường trực Tỉnh ủy
  - Bí thư Tỉnh ủy
  - Phó Bí thư Tỉnh ủy
- Ban Thường vụ Tỉnh ủy
- Cơ quan tham mưu, giúp việc
  - Văn phòng Tỉnh ủy
  - Ủy ban Kiểm tra Tỉnh ủy
  - Ban Tổ chức Tỉnh ủy
  - Ban Tuyên giáo và Dân vận Tỉnh ủy
  - Báo Thái Bình
  - Trường chính trị tỉnh
  - Ban Nội chính Tỉnh ủy
- Đảng ủy trực thuộc
  - Ban chấp hành Đảng bộ UBND tỉnh
  - Ban chấp hành Đảng bộ các cơ quan Đảng tỉnh
  - Ban chấp hành Đảng bộ Quân sự tỉnh
  - Ban chấp hành Đảng bộ Công an tỉnh
  - Thành ủy Thái Bình
  - Huyện ủy Đông Hưng
  - Huyện ủy Hưng Hà
  - Huyện ủy Kiến Xương
  - Huyện ủy Quỳnh Phụ
  - Huyện ủy Thái Thụy
  - Huyện ủy Tiền Hải
  - Huyện ủy Vũ Thư

## Bí thư Tỉnh ủy
| #  | Khóa  | Tên                          | Nhiệm kỳ        | Chức vụ                                                                                                   | Phó Bí thư        | Ghi chú                                                         |
| -- | ----- | ---------------------------- | --------------- | --- | ----------------- | --------------------------------------------------------------- |
| 1  | -     | Tống Văn Phổ                 | 6/1929-8/1931   | Bí thư Ban Tỉnh ủy Đông Dương Cộng sản Đảng Thái Bình Bí thư Ban Tỉnh ủy Đảng Cộng sản Việt Nam Thái Bình | -                 |                                                                 |
| 2  | -     | Trần Đức Thịnh               | 8/1931-12/1931  | Bí thư Ban Tỉnh ủy Thái Bình                                                                              | -                 |                                                                 |
| 3  | -     | Nguyễn Thế Long              | 1/1932-2/1933   | Bí thư Ban Tỉnh ủy Thái Bình                                                                              | -                 |                                                                 |
| 4  | -     | Pham Quang Lịch              | 2/1933-11/1933  | Bí thư Ban Tỉnh ủy Thái Bình                                                                              | -                 | Bị Pháp bắt                                                     |
| 5  | -     | Nguyễn Văn Vực               | 6/1937-2/1940   | Bí thư Ban Tỉnh ủy Thái Bình                                                                              | -                 | Bị Pháp bắt                                                     |
| 6  | -     | Chu Thiện                    | 6/1940-12/1940  | Bí thư Ban Tỉnh ủy Thái Bình                                                                              | -                 |                                                                 |
| 7  | I     | Đào Năng An                  | 12/1940-5/1941  | Bí thư Tỉnh ủy Thái Bình                                                                                  | -                 | Xứ ủy điều động nhiệm vụ khác                                   |
| 8  | I     | Nguyễn Trung Khuyến          | 5/1941-3/1942   | Bí thư Tỉnh ủy Thái Bình                                                                                  | -                 | Bị Pháp bắt                                                     |
| 9  | I     | Trần Văn Khiết (Tạ Ngọc Lam) | 11/1942-3/1943  | Trưởng ban Ban cán sự tỉnh Thái Bình                                                                      | -                 | Bị Pháp bắt                                                     |
| 10 | I     | Nguyễn Đức Tâm               | 4/1945-9/1946   | Bí thư Tỉnh ủy Thái Bình                                                                                  | -                 |                                                                 |
| 11 | I     | Nguyễn Trọng Vĩnh            | 9/1946-4/1947   | Bí thư Tỉnh ủy Thái Bình                                                                                  | -                 |                                                                 |
| 12 | I     | Nguyễn Kha                   | 5-7/1947        | Bí thư Tỉnh ủy Thái Bình                                                                                  | -                 |                                                                 |
| 13 | II    | Lê Toàn Thư                  | 7/1947-2/1948   | Bí thư Tỉnh ủy Thái Bình                                                                                  | Lý Anh Phong      |                                                                 |
| 13 | III   | Lê Toàn Thư                  | 2-4/1948        | Bí thư Tỉnh ủy Thái Bình                                                                                  | Lý Anh Phong      |                                                                 |
| 14 | III   | Nguyễn Văn Ngọ               | 4/1948-7/1949   | Bí thư Tỉnh ủy Thái Bình Chủ tịch Ủy ban Kháng chiến tỉnh                                                 | Lý Anh Phong      |                                                                 |
| 14 | IV    | Nguyễn Văn Ngọ               | 7/1949-4/1951   | Bí thư Tỉnh ủy Thái Bình Chủ tịch Ủy ban Kháng chiến tỉnh                                                 | Vũ Hải            |                                                                 |
| 15 | IV    | Trần Bình (Lê Tự)            | 4/1951-2/1959   | Bí thư Tỉnh ủy Thái Bình                                                                                  | Nguyễn Xuân Quang |                                                                 |
| 16 | IV    | Ngô Duy Đông                 | 2/1959-2/1961   | Bí thư Tỉnh ủy Thái Bình                                                                                  | Nguyễn Đình Thanh |                                                                 |
| 16 | IV    | Ngô Duy Đông                 | 2/1959-2/1961   | Bí thư Tỉnh ủy Thái Bình                                                                                  | Đào Văn Trịnh     |                                                                 |
| 16 | V     | Ngô Duy Đông                 | 2/1961-7/1963   | Bí thư Tỉnh ủy Thái Bình                                                                                  | Lương Quang Chất  |                                                                 |
| 16 | V     | Ngô Duy Đông                 | 2/1961-7/1963   | Bí thư Tỉnh ủy Thái Bình                                                                                  | Nguyễn Đình Thanh |                                                                 |
| 16 | VI    | Ngô Duy Đông                 | 7/1963-4/1969   | Bí thư Tỉnh ủy Thái Bình                                                                                  | Lương Quang Chất  |                                                                 |
| 16 | VI    | Ngô Duy Đông                 | 7/1963-4/1969   | Bí thư Tỉnh ủy Thái Bình                                                                                  | Vũ Song           |                                                                 |
| 16 | VII   | Ngô Duy Đông                 | 4/1969-6/1971   | Bí thư Tỉnh ủy Thái Bình                                                                                  | Lương Quang Chất  |                                                                 |
| 16 | VII   | Ngô Duy Đông                 | 4/1969-6/1971   | Bí thư Tỉnh ủy Thái Bình                                                                                  | Nguyễn Ngọc Trìu  |                                                                 |
| 17 | VIII  | Lương Quang Chất             | 6/1971-7/1975   | Bí thư Tỉnh ủy Thái Bình                                                                                  | Nguyễn Công Tuấn  |                                                                 |
| 17 | VIII  | Lương Quang Chất             | 6/1971-7/1975   | Bí thư Tỉnh ủy Thái Bình                                                                                  | Nguyễn Ngọc Trìu  |                                                                 |
| 18 | IX    | Nguyễn Ngọc Trìu             | 7/1975-4/1977   | Bí thư Tỉnh ủy Thái Bình                                                                                  | Phạm Bái          |                                                                 |
| 18 | IX    | Nguyễn Ngọc Trìu             | 7/1975-4/1977   | Bí thư Tỉnh ủy Thái Bình                                                                                  | Nguyễn Công Tuấn  |                                                                 |
| 19 | X     | Phạm Bái                     | 4/1977-11/1979  | Bí thư Tỉnh ủy Thái Bình                                                                                  | Nguyễn Công Tuấn  |                                                                 |
| 19 | X     | Phạm Bái                     | 4/1977-11/1979  | Bí thư Tỉnh ủy Thái Bình                                                                                  | Nguyễn Công Phú   |                                                                 |
| 19 | XI    | Phạm Bái                     | 11/1979-1/1983  | Ủy viên Trung ương Đảng Bí thư Tỉnh ủy Thái Bình                                                          | Phạm Văn Đổng     | Ủy viên Trung ương Đảng từ năm 1982                             |
| 19 | XI    | Phạm Bái                     | 11/1979-1/1983  | Ủy viên Trung ương Đảng Bí thư Tỉnh ủy Thái Bình                                                          | Đặng Trịnh        |                                                                 |
| 19 | XII   | Phạm Bái                     | 1/1983-10/1986  | Ủy viên Trung ương Đảng Bí thư Tỉnh ủy Thái Bình                                                          | Phạm Văn Đổng     |                                                                 |
| 19 | XII   | Phạm Bái                     | 1/1983-10/1986  | Ủy viên Trung ương Đảng Bí thư Tỉnh ủy Thái Bình                                                          | Đặng Trịnh        |                                                                 |
| 20 | XIII  | Cao Sĩ Kiêm                  | 10/1986-8/1991  | Ủy viên Trung ương Đảng Bí thư Tỉnh ủy Thái Bình                                                          | Chu Văn Rỵ        |                                                                 |
| 21 | XIV   | Chu Văn Rỵ                   | 8/1991-4/1996   | Ủy viên Trung ương Đảng Bí thư Tỉnh ủy Thái Bình                                                          | Vũ Mạnh Rinh      |                                                                 |
| 21 | XIV   | Chu Văn Rỵ                   | 8/1991-4/1996   | Ủy viên Trung ương Đảng Bí thư Tỉnh ủy Thái Bình                                                          | Vũ Xuân Trường    |                                                                 |
| 22 | XV    | Vũ Mạnh Rinh                 | 4/1996-10/1997  | Bí thư Tỉnh ủy Thái Bình (bị cách chức)                                                                   | Vũ Đình Thành     |                                                                 |
| 22 | XV    | Vũ Mạnh Rinh                 | 4/1996-10/1997  | Bí thư Tỉnh ủy Thái Bình (bị cách chức)                                                                   | Vũ Xuân Trường    |                                                                 |
| 22 | XV    | Vũ Mạnh Rinh                 | 4/1996-10/1997  | Bí thư Tỉnh ủy Thái Bình (bị cách chức)                                                                   | Bùi Sỹ Tiếu       |                                                                 |
| 22 | XV    | Phạm Văn Thọ                 | 12/1997-1/2000  | Ủy viên Trung ương Đảng Bí thư Tỉnh ủy Thái Bình                                                          |                   |                                                                 |
| 22 | XV    | Bùi Sỹ Tiếu                  | 1/2000-12/2005  | Ủy viên Trung ương Đảng Bí thư Tỉnh ủy Thái Bình                                                          | Bùi Tiến Dũng     |                                                                 |
| 23 | XVI   | Bùi Sỹ Tiếu                  | 1/2000-12/2005  | Ủy viên Trung ương Đảng Bí thư Tỉnh ủy Thái Bình                                                          | Nguyễn Hạnh Phúc  |                                                                 |
| 24 | XVII  | Bùi Tiến Dũng                | 12/2005-10/2010 | Ủy viên Trung ương Đảng Bí thư Tỉnh ủy Thái Bình                                                          | Nguyễn Hạnh Phúc  |                                                                 |
| 25 | XVIII | Nguyễn Hạnh Phúc             | 10/2010-8/2011  | Ủy viên Trung ương Đảng Bí thư Tỉnh ủy Thái Bình                                                          | Phạm Văn Sinh     |                                                                 |
| 25 | XVIII | Nguyễn Hạnh Phúc             | 10/2010-8/2011  | Ủy viên Trung ương Đảng Bí thư Tỉnh ủy Thái Bình                                                          | Nguyễn Hồng Diên  |                                                                 |
| 26 | XVIII | Trần Cẩm Tú                  | 8/2011-2/2015   | Ủy viên Trung ương Đảng Bí thư Tỉnh ủy Thái Bình                                                          | Phạm Văn Sinh     |                                                                 |
| 26 | XVIII | Trần Cẩm Tú                  | 8/2011-2/2015   | Ủy viên Trung ương Đảng Bí thư Tỉnh ủy Thái Bình                                                          | Nguyễn Hồng Diên  |                                                                 |
| 27 | XVIII | Phạm Văn Sinh                | 2/2015-9/2015   | Bí thư Tỉnh ủy Thái Bình                                                                                  | Đặng Trọng Thăng  | Phó Bí thư Thường trực Tỉnh ủy, Chủ tịch Hội đồng nhân dân tỉnh |
| 27 | XVIII | Phạm Văn Sinh                | 2/2015-9/2015   | Bí thư Tỉnh ủy Thái Bình                                                                                  | Nguyễn Hồng Diên  | Phó Bí thư Tỉnh ủy, Chủ tịch Ủy ban nhân dân tỉnh               |
| 27 | XIX   | Phạm Văn Sinh                | 9/2015-4/2018   | Bí thư Tỉnh ủy Thái Bình                                                                                  | Đặng Trọng Thăng  | Phó Bí thư Thường trực Tỉnh ủy, Chủ tịch Hội đồng nhân dân tỉnh |
| 27 | XIX   | Phạm Văn Sinh                | 9/2015-4/2018   | Bí thư Tỉnh ủy Thái Bình                                                                                  | Nguyễn Hồng Diên  | Phó Bí thư Tỉnh ủy, Chủ tịch Ủy ban nhân dân tỉnh               |
| 28 | XIX   | Nguyễn Hồng Diên             | 4/2018-05/2020  | Ủy viên Trung ương Đảng Bí thư Tỉnh ủy Thái Bình Chủ tịch Hội đồng nhân dân tỉnh                          | Đặng Trọng Thăng  | Phó Bí thư Tỉnh ủy, Chủ tịch Ủy ban nhân dân tỉnh               |
| 28 | XIX   | Nguyễn Hồng Diên             | 4/2018-05/2020  | Ủy viên Trung ương Đảng Bí thư Tỉnh ủy Thái Bình Chủ tịch Hội đồng nhân dân tỉnh                          | Ngô Đông Hải      | Phó Bí thư Thường trực Tỉnh ủy                                  |
| 28 | XIX   | Nguyễn Hồng Diên             | 4/2018-05/2020  | Ủy viên Trung ương Đảng Bí thư Tỉnh ủy Thái Bình Chủ tịch Hội đồng nhân dân tỉnh                          | Nguyễn Tiến Thành | Phó Bí thư Tỉnh ủy                                              |
| 29 | XIX   | Ngô Đông Hải                 | 06/2020-10/2020 | Ủy viên dự khuyết Trung ương Đảng Bí thư Tỉnh ủy Thái Bình                                                | Nguyễn Tiến Thành | Phó Bí thư Thường trực Tỉnh ủy, Chủ tịch Hội đồng nhân dân tỉnh |
| 29 | XIX   | Ngô Đông Hải                 | 06/2020-10/2020 | Ủy viên dự khuyết Trung ương Đảng Bí thư Tỉnh ủy Thái Bình                                                | Đặng Trọng Thăng  | Phó Bí thư Tỉnh ủy, Chủ tịch Ủy ban nhân dân tỉnh               |
| 30 | XX    | Ngô Đông Hải                 | 10/2020-11/2024 | Ủy viên Trung ương Đảng Bí thư Tỉnh ủy Thái Bình                                                          | Nguyễn Tiến Thành | Phó Bí thư Thường trực Tỉnh ủy, Chủ tịch Hội đồng nhân dân tỉnh |
| 30 | XX    | Ngô Đông Hải                 | 10/2020-11/2024 | Ủy viên Trung ương Đảng Bí thư Tỉnh ủy Thái Bình                                                          | Nguyễn Khắc Thận  | Phó Bí thư Tỉnh ủy, Chủ tịch Ủy ban nhân dân tỉnh               |
| 31 | XX    | Nguyễn Khắc Thận             | 12/2024-nay     | Bí thư Tỉnh ủy Thái Bình                                                                                  | Nguyễn Tiến Thành | Phó Bí thư Thường trực Tỉnh ủy, Chủ tịch Hội đồng nhân dân tỉnh |
| 31 | XX    | Nguyễn Khắc Thận             | 12/2024-nay     | Bí thư Tỉnh ủy Thái Bình                                                                                  | Nguyễn Mạnh Hùng  | Phó Bí thư Tỉnh ủy, Chủ tịch Ủy ban nhân dân tỉnh               |

## Ban Thường vụ Tỉnh ủy khóa XX (2020 - 2025)
Ngày 14-10-2020, tại hội nghị lần thứ nhất, Ban chấp hành Đảng bộ tỉnh khóa XX đã bầu 14 người vào Ban thường vụ Tỉnh ủy Thái Bình khóa XX.
1. Nguyễn Khắc Thận: Bí thư Tỉnh ủy [4]
2. Nguyễn Mạnh Hùng: Phó Bí thư Tỉnh ủy, Chủ tịch Ủy ban nhân dân tỉnh
3. Nguyễn Tiến Thành: Phó Bí thư thường trực Tỉnh ủy, Chủ tịch Hội đồng nhân dân tỉnh [5]
4. Đặng Thanh Giang: Phó Chủ tịch thường trực HĐND tỉnh
5. Vũ Thanh Vân: Chủ tịch Ủy ban MTTQ tỉnh
6. Phạm Văn Tuân: Trưởng ban Tổ chức Tỉnh ủy
7. Nguyễn Quang Hưng: Phó Chủ tịch thường trực UBND tỉnh
8. Ngô Thị Kim Hoàn: Chủ nhiệm Ủy ban Kiểm tra Tỉnh ủy
9. Hoàng Thái Phúc: Trưởng ban Nội chính Tỉnh ủy
10. Phạm Đồng Thụy: Trưởng ban Tuyên giáo và Dân vận Tỉnh ủy
11. Vũ Kim Cứ: Trưởng ban Quản lý Khu Kinh tế và các Khu công nghiệp tỉnh [6]
12. Hoàng Văn Thành: Bí thư Thành ủy Thái Bình
13. Đại tá Trần Xuân Ánh: Giám đốc Công an tỉnh [7]